# Espés

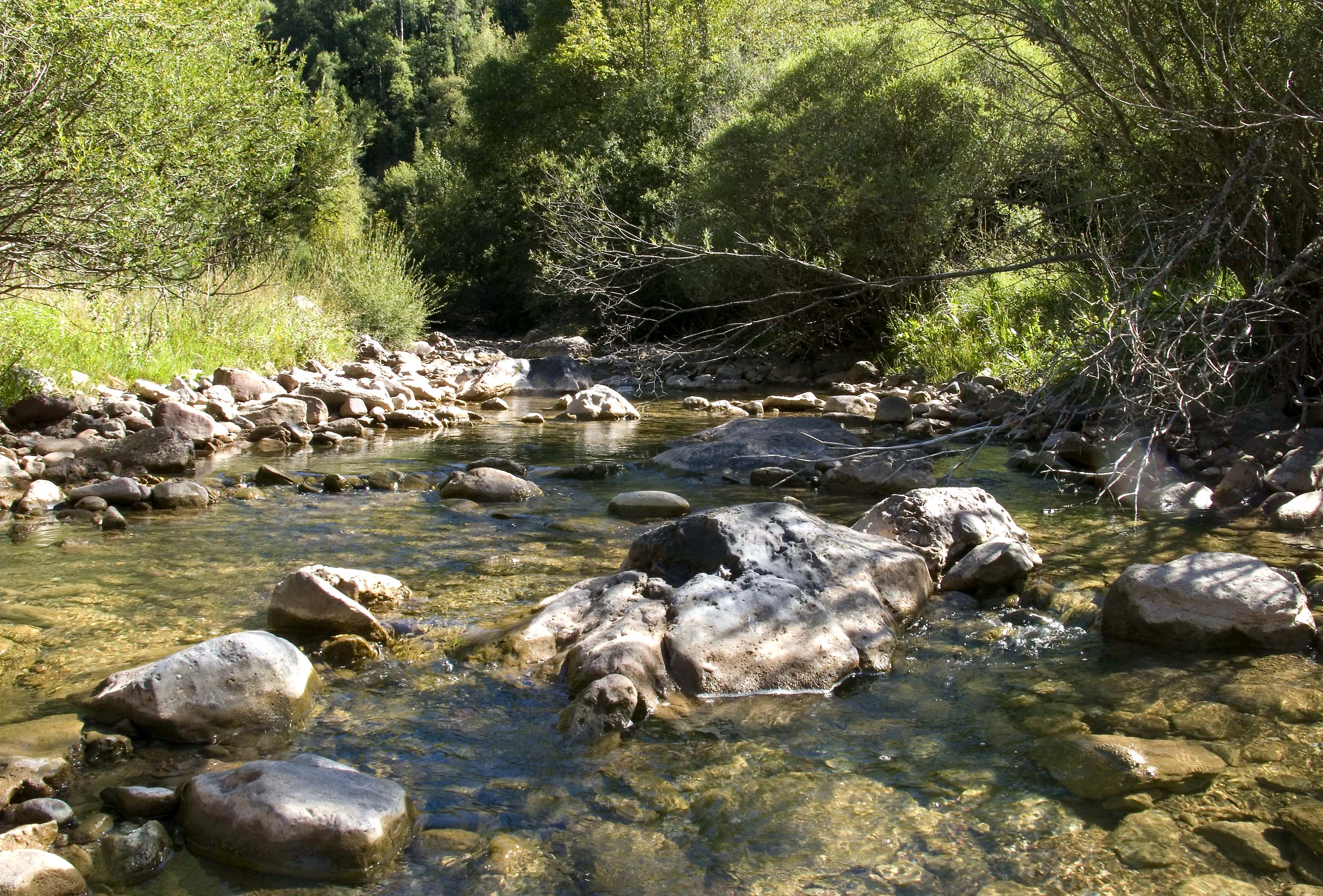
El riu Blanc o barranc d'Espés és un afluent del riu Isàvena, situat al municipi de les Paüls (Ribagorça)

Espés és un poble del municipi de les Paüls, a la Franja de Ponent. Es divideix en Espés de Dalt (o de Sur) –el nucli que queda més enlairat, sobre el pic d'Espés– i Espés de Baix (o de Jus) –a la falda del pic–.
Hi ha l'església de Sant Vicenç d'Espés de Dalt, amb portal romànic, i l'església de Santa Maria d'Espés de Baix. Al segle xix el conjunt va esdevenir municipi, juntament amb el llogarret d'Abella. Més endavant, tots dos nuclis van formar part de Nerill, terme que el 1966 es va annexar al municipi de les Paüls.